# 乱暴なロマンス
『乱暴〈ワイルド〉なロマンス』(原題：난폭한 로맨스 )は、2012年1月4日から2012年2月23日まで韓国のKBSで放送されたテレビドラマである。全16話。

## あらすじ
チャンスさえあれば一発殴ってやりたい男を警護しなければならない女ウンジェ(イ・シヨン)と最も危険なアンチファンの女から警護されなければならない男ムヨル(イ・ドンウク)のラブストーリーを描いたラブコメディ。

## 登場人物

### 主要人物
パク・ムヨル：イ・ドンウク（声：綱島郷太郎）
プロ野球で優勝したチーム「レッド・ドリーマーズ」の遊撃手で、つんとした血の気の多い人物。
ユ・ウンジェ：イ・シヨン（声：木下紗華）
ブルーシーガルズのファン。
ジン・ドンス：オ・マンソク（声：福田賢二）
ムヨルの親友。
オ・スヨン：ファン・ソンヒ
ドンスの妻。
カン・ジョンヒ：ジェシカ（声：弓場沙織）
ムヨルの元恋人でスヨンの親友。

### 周辺人物
キム・ドンア：イム・ジュウン（声：白川万紗子）
キム・テハン：カン・ドンホ（声：遠藤純平）
コ・ジェヒョ：イ・ヒジュン（声：古屋家臣）
ユ・ヨンギル：イ・ウォンジョン
ユ・チャンホ：チャン・テフン
ケビン・チャン：イ・ハンウィ
ヤン・ソニ：イ・ボヒ
ソ・ユニ：ホン・ジョンヒョン

## 賞とノミネート

### ノミネート
- 2012年「KBS演技大賞 ミニシリーズ部門優秀俳優賞」（イ・ドンウク）